# Стефан Бонев
Стефан Бончев Бонев е български писател. Пише разкази, има 4 издадени сборника.

## Биография
Роден е в Сливен на 4 април 1961 г. През детството и юношеството си живее и учи в Силистра. Висше образование завършва в София.
През 1987 г. се премества в Пловдив, където живее до смъртта си. Последователно работи във вестниците „Провинция“, „Свобода“ и „Марица“. През 1997 г. става пресаташе на Община Пловдив. Съучредител е на Асоциацията на специалистите по комуникации в общините (АСКО). От 1999 г., в продължение на 2 управленски мандата, изпълнява подобни функции и в Общинския съвет в Пловдив. Работи и като главен експерт в общинския отдел „Култура“.

## Творчество
Първите си разкази Стефан Бонев публикува във вестниците „Технически авангард“, „Студентска трибуна“, „Вечерни новини“, „Народна младеж“ и „Стършел“, а по-късно и в „Труд“.
В началото на 2005 г. Бонев издава своя първи сборник, озаглавен „Разкази за двама“, чрез ИК „Марица“ Той е сред 3-те книги, които тогава са номинирани за наградата „Пловдив“.
Следващите му 2 книги са спечелили помощ по Програмата за финансиране на пловдивски автори и на важни за Пловдив издания. „Изпит по летене“ е издадена през 2009 г. от издателство „Летера“.
Третата му книга „Пред прага на храма“ е издадена от ИК „Хермес“ през 2012 г. и печели награда „Пловдив“. През 2015 г. се появява четвъртата му книга „Странните неща“, чийто редактор е проф. дфн Клео Протохристова, а издателят – „Летера“. 
От юни до ноември 2015 г. общо 17 разказа на Стефан Бонев са публикувани в електронни и хартиени издания в Лондон и в Чикаго, излизащи на български език. 10 от тях се появвяват в „Новини Лондон“, както и по един в „Е-вести“ и „БГ Бен“ във Великобритания, а също и още 5 в задокеанското „България 21 век“. Всички тези медии представят пред читателите си последната книга на Бонев „Странните неща“.

## Признание и награди
През 2003 г. разкази на Стефан Бонев са публикувани в 2 американски антологии за преводна литература – Thresholds и Two lines – от живеещата в САЩ литературоведка, поетеса и преводачка Зоя Маринчева.
През 2010 г. издателство „Булвест 2000“ публикува разказа му „Стареца“ в сборника си за външно оценяване и подготовка за изпити за 7 клас. Разказът на Бонев „Късогледство“ се е падал на държавен изпит на студенти по славянска филология в ПУ „Паисий Хилендарски“ за превод на чешки.
В края на 2011 г. разказът на Бонев „Агенция „Среден пръст“ печели специална награда в конкурса „Писането е лудост“ на електронното списание „Public-Republic“.
В началото на 2013 г. разказът „Клошарят“ е включен в помагалото за подготовка на ученици от 7-и клас „Трансформиращ преразказ? Това е лесно!“ на издателство „Азбуки – Просвета“, а откъс от разказа „Писмо за надежда“ – в помагало на „Булвест 2000“, озаглавено „Текстове и задачи за развитие на четивни умения“, създадено по Програмата за международно оценяване на учениците – формат PISA (Programme for International Student Assessment) и предназначено за ученици след 7-и клас. Откъсът на Бонев е единственият художествен литературен текст, касаещ естетическата сфера на общуване, включен в помагалото.
Четвъртото помагало с разказа „Трамваят“ на Бонев излиза през 2015 г. Помагалото е на Ваня Чернева „11 примерни теста по БЕЛ за външно оценяване и кандидатстване след 7. клас“, издание на „Коала прес“.
Стефан Бонев печели наградата „Пловдив" за 2010 г. в раздел „Литература“ за сборника с разкази „Изпит по летене“.

## Обществена дейност
През 2012 г. писателят организира в интернет експериментален литературен конкурс, носещ името „Недоизречено“, който завършва с наградени произведения на автори от различни краища на България. Участниците в конкурса трябва да допишат предварително зададено недовършено литературно произведение, в което са разположени ключови думи, препинателни знаци и празни полета. Към края на 2015 г. конкурсът има вече 7 издания, 2 от които са проведени във Варна и Плевен, а останалите – в Пловдив. През 2014 г. Бонев получава втората си награда „Пловдив“ за 2 от изданията, които са с акцент върху ученическата аудитория.
От лятото на 2012 г. Бонев започва да организира т. нар. Съботни кафета в книжарница „Сиела" в Пловдив, на които кани пловдивски поети, писатели и бардове.
В началото на 2013 г. той провежда второ издание на експерименталния литературен конкурс „Недоизречено“, този път с ограничение на възрастта до 19 години. Участниците са главно от Ателието по творческо писане към ЕГ „Иван Вазов“ в Пловдив.